# Francis Pamart
Francis Pamart, né le 27 février 1942 à Rueil-Malmaison (Hauts-de-Seine), est un coureur cycliste français, professionnel de 1965 à 1967.

## Palmarès

### Palmarès amateur
- 1964
  - Paris-Vendôme
  - Ronde des Flandres :
    - Classement général
    - Une étape

  - 10e étape du Tour de Yougoslavie
  - 2e de Paris-Chartres
  - 3e du Tour d'Eure-et-Loir

### Palmarès professionnel
- 1965
  - 9e du Bordeaux-Paris
- 1966
  - 6e du Bordeaux-Paris

## Résultats sur les grands tours

### Tour d'Italie
1 participation
- 1967 : abandon